# Apolo (cráter)

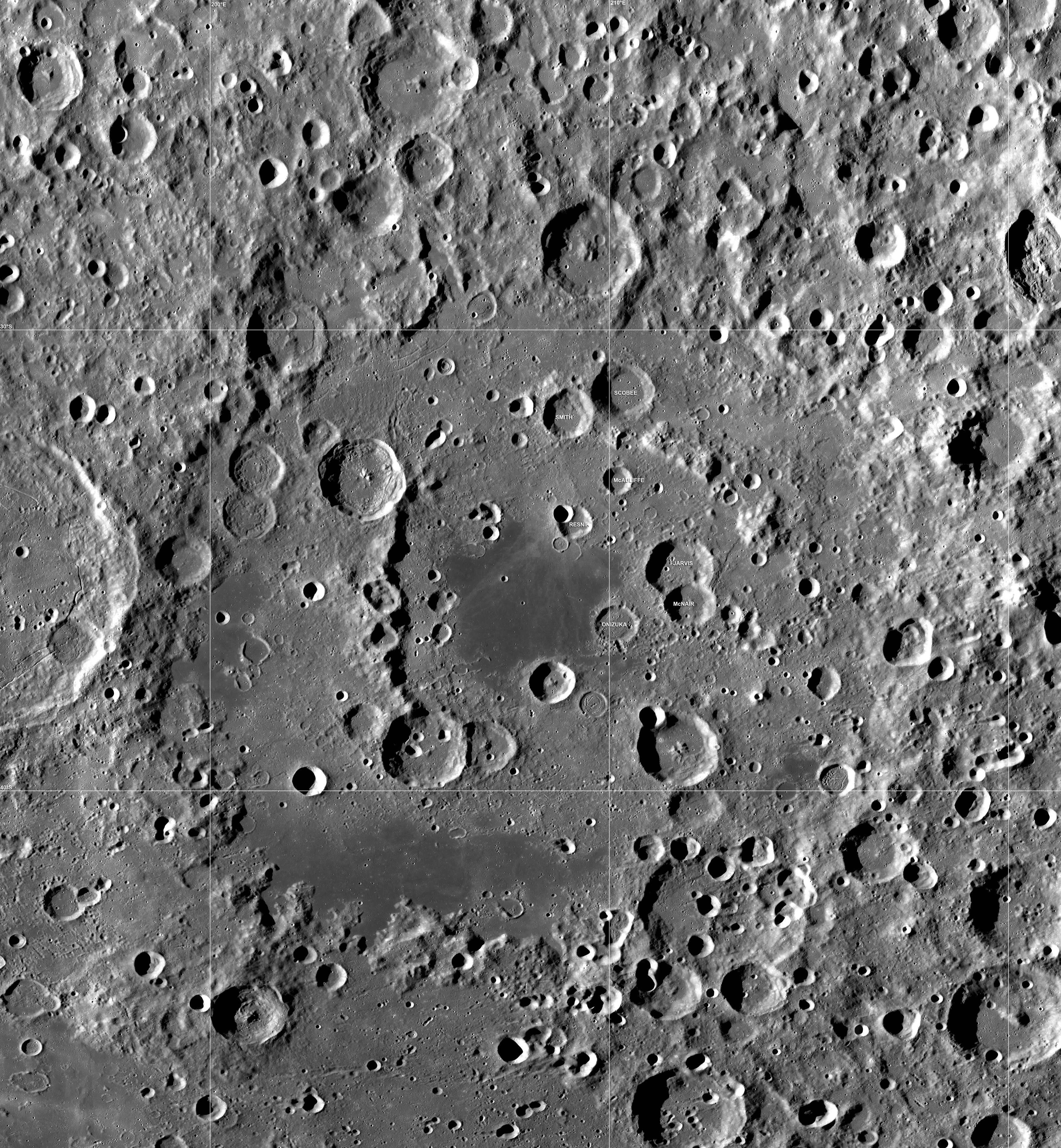
Fotografía de la misión LRO

Apolo es un enorme cráter de impacto situado en el hemisferio sur de la cara oculta de la Luna. Esta formación empequeñece el gran cráter Oppenheimer que se encuentra al lado del borde occidental. El cráter Barringer se encuentra al otro lado de la pared norte. Hacia el sureste está el cráter Anders, y Kleymenov está justo al este del borde.

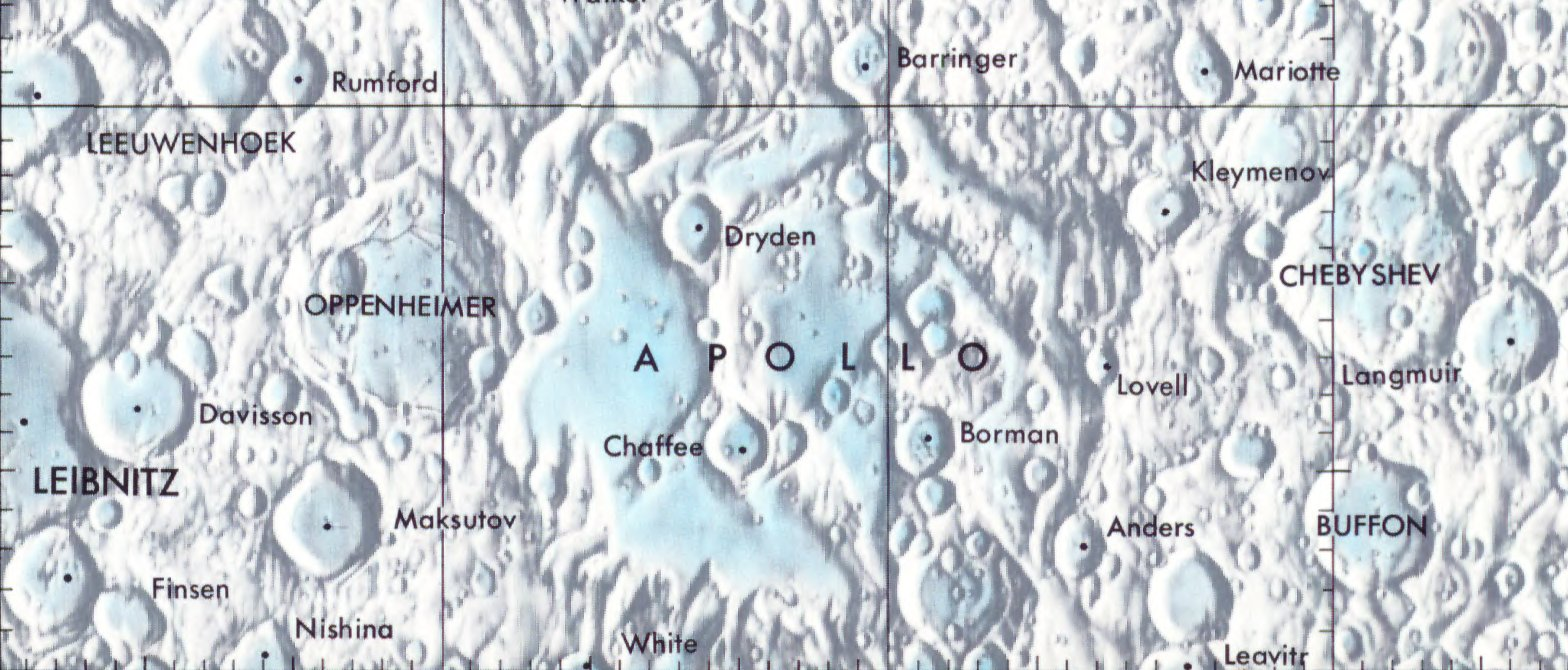
Localización de Apollo (centro de la imagen)

Apolo es una llanura de anillo de doble pared (o cuenca), cuyo anillo interior tiene más o menos la mitad del diámetro de la pared exterior. Tanto la pared exterior como la interior han sido muy desgastadas y erosionadas por impactos posteriores, por lo que buena parte de las paredes exteriores e interiores consisten ahora en secciones irregulares e incisas de arcos montañosos.
El piso interior está cubierto de una multitud de cráteres de varios tamaños. Varios de los cráteres más notables han recibido nombres. La IAU utiliza los epónimos de personas asociadas con el programa Apolo, al designar algunas de estas formaciones.
Las secciones del interior del Apolo han resurgido con lava, dejando zonas en la superficie con un albedo inferior al del material de los alrededores. Hay un gran parche en la parte media del anillo interior, que contiene algunos sistemas de marcas radiales. Un largo tramo del mare se encuentra a lo largo de la parte sur del cráter. También hay una sección más pequeña cerca del borde occidental.

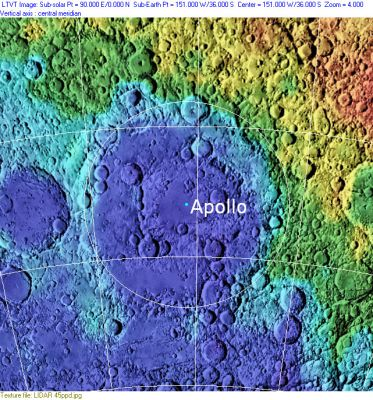
Imagen de radar (1994)
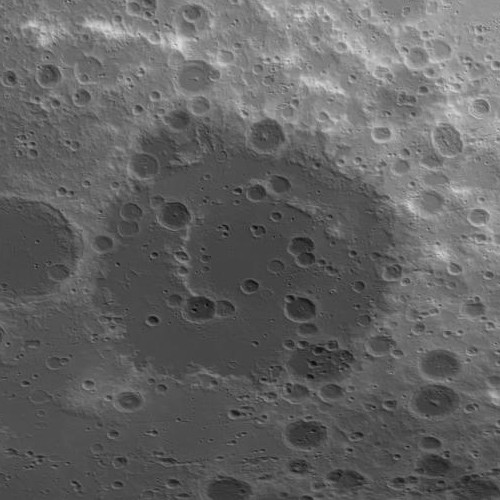
Mapa topográfico
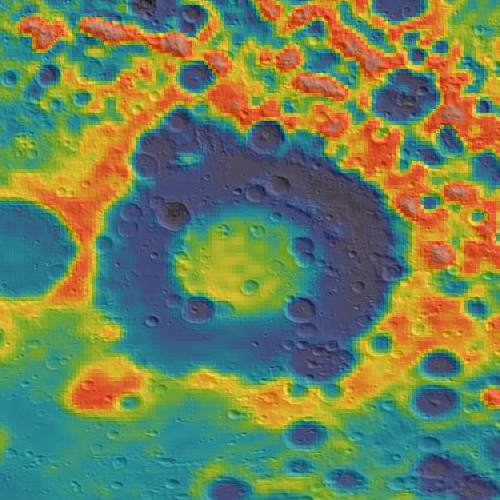
Mapa de gravedad basado en el GRAIL

## Cráteres interiores
Varios cráteres de impacto dentro del Apolo han sido nombrados en honor a miembros fallecidos de la NASA.
El cráter Dryden está unido al exterior-oeste noroeste del anillo interior. Chaffee es un cráter de tamaño similar, que se encuentra en parte a través de la sección suroeste del anillo interior. En la parte sureste del cráter externo se halla Borman. En el interior del anillo interior están los cráteres Resnik, McAuliffe y Onizuka, y el par de cráteres Jarvis-McNair. El cráter Smith se encuentra al otro lado de la parte norte del anillo interior.
En 2006 la UAI aprobó una propuesta para nombrar siete cráteres interiores en honor a los astronautas que murieron en el accidente del transbordador espacial Columbia.

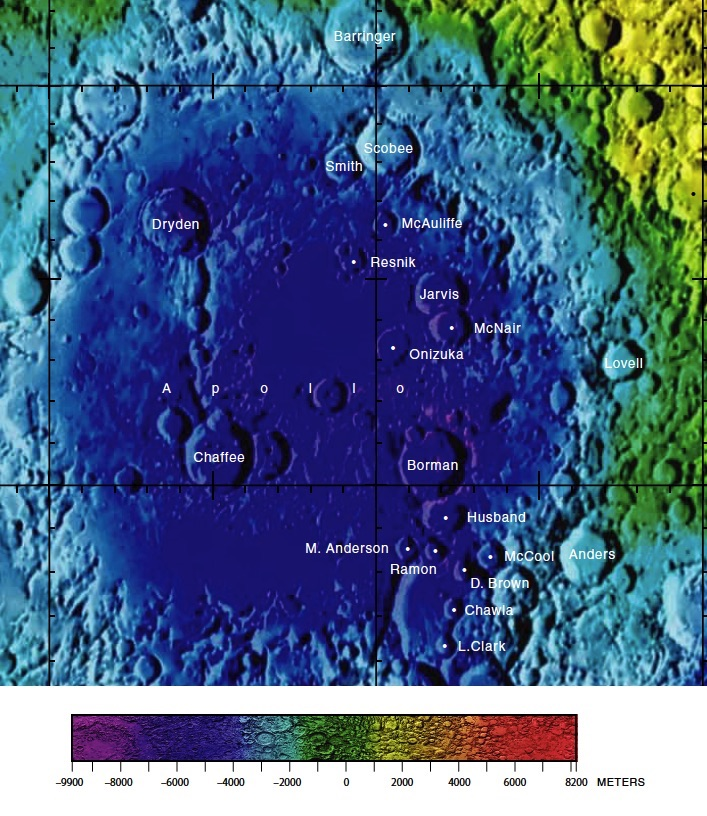
Cráteres interiores

| \| Cráter \| Coordenadas \| Diámetro \| Nombre \| \| ----------- \| -------------------------------- \| -------- \| ------------------- \| \| Chawla \| 42°48′S 147°30′O / -42.8, -147.5 \| 15 km \| Kalpana Chawla \| \| D. Brown \| 42°00′S 147°12′O / -42.0, -147.2 \| 15 km \| David McD. Brown \| \| Husband \| 40°48′S 147°54′O / -40.8, -147.9 \| 29 km \| Richard D. Husband \| \| L. Clark \| 43°42′S 147°42′O / -43.7, -147.7 \| 16 km \| Laurel B. S. Clark \| \| McCool \| 41°42′S 146°18′O / -41.7, -146.3 \| 21 km \| William McCool \| \| M. Anderson \| 41°36′S 149°00′O / -41.6, -149.0 \| 17 km \| Michael P. Anderson \| \| Ramon \| 41°36′S 148°06′O / -41.6, -148.1 \| 17 km \| Ilan Ramon \| |                                  |          |                     |
| . |                                  |          |                     |
| Cráter | Coordenadas                      | Diámetro | Nombre              |
| Chawla | 42°48′S 147°30′O / -42.8, -147.5 | 15 km    | Kalpana Chawla      |
| D. Brown | 42°00′S 147°12′O / -42.0, -147.2 | 15 km    | David McD. Brown    |
| Husband | 40°48′S 147°54′O / -40.8, -147.9 | 29 km    | Richard D. Husband  |
| L. Clark | 43°42′S 147°42′O / -43.7, -147.7 | 16 km    | Laurel B. S. Clark  |
| McCool | 41°42′S 146°18′O / -41.7, -146.3 | 21 km    | William McCool      |
| M. Anderson | 41°36′S 149°00′O / -41.6, -149.0 | 17 km    | Michael P. Anderson |
| Ramon | 41°36′S 148°06′O / -41.6, -148.1 | 17 km    | Ilan Ramon          |